# Rapporto informativo
Un rapporto informativo - anche report informativo - è un documento generalmente costituito da visualizzazioni tabellari e grafiche esposte sinotticamente.

## Generalità
Nei moderni Sistemi informativi un sottoambito particolarmente sfruttato è quello dei Sistemi di Reportistica, che hanno per obiettivo quello di fornire supporto alle decisioni strategiche di un'organizzazione.
Generalmente un rapporto informativo è un documento particolarmente agile, centrato sui dati di interesse della figura aziendale cui è diretto. Il fenomeno trattato è - nei sistemi più complessi ed articolati - analizzato secondo più dimensioni di interesse. L'ipercubo informativo sottostante al report informativo viene disaggregato secondo le componenti di estrazione e visualizzato.

## Informatica
In Informatica, ed in particolare nei software destinati alla gestione delle basi di dati (fogli di calcolo e soprattutto database), un Report è il prodotto finale di una serie di immissione di informazioni e dati opportunamente incanalati e calcoli e/o estrapolazioni degli stessi o sugli stessi.

## Tecniche di visualizzazione
Al fine di evolvere verso documenti maggiormente informativi, gli strumenti informatici si sono dotati di alcune tecniche di visualizzazione per facilitare l'analisi dei dati.
Tecniche note nella visualizzazione dei rapporti sono:
- approfondimenti successivi (drill-down, che in inglese significa letteralmente "perforare il terreno"): è la possibilità - una volta visualizzato il dato complessivo relativo ad una dimensione gerarchizzata di analisi - di esplorare tutta la gerarchia. Un classico esempio di dimensione gerarchizzabile è quella temporale: il dato annuale può essere esplorato per sotto-rapporti che visualizzano gli aggregati mensili e questi ultimi possono essere - a loro volta - disaggregati secondo i dati giornalieri;
- segmentazione omogenea (slice & dice, inteso come "dividere una torta"): è l'azione di frazionamento dei dati, effettuata secondo criteri di omogeneità. Consente di restringere l'analisi solo ad alcune delle necessità indagate e/o delle dimensioni proposte. È possibile, nell'esempio visto sopra, esplorare le vendite annuali solo di alcune regioni e, di queste regioni, solo di alcune città. I dati visualizzati si riferiranno unicamente alle occorrenze selezionate.